# Église Notre-Dame-de-Bon-Secours de Nieppe
L’église Notre-Dame-de-Bon-Secours est une église, située rue d'Armentières, dans le quartier du Pont de Nieppe.
Ce site est desservi par les lignes 908, 909 et 913 du réseau Arc en Ciel 1.

## Histoire
L'abbé Schacht, curé de la paroisse Saint-Martin, écrivit à Monseigneur Régnier, archevêque de Cambrai, en novembre 1872, afin d'obtenir l'autorisation de construire une chapelle dans le quartier du Pont de Nieppe qui était en train de se densifier. Cette démarche fut accueillie positivement permettant, en 1876, la réalisation des premiers travaux de l'élévation de la nouvelle église, construite en briques locales car provenant de la briqueterie Debosque. Le 8 janvier 1877, le nouvel édifice fut béni et, entièrement construit en 1781 ; aussi, vint-il d'adjoindre à la récente école mixte Saint-Charles, sise à l'arrière de son chevet.
La Première Guerre mondiale fut fatale à Notre-Dame-de-Bon-Secours dont il ne subsista que le chœur et, en mauvais état, une grande partie du transept.
L'église fut reconstruite, dans les années 1920, pour être inaugurée par Monseigneur Jansoone (évêque auxiliaire de Lille), le 6 octobre 1929. Le vendredi 8 septembre 1944 eurent lieu les funérailles des trente-huit victimes, dont les FFI et otages assassinés par les Waffen-SS, ayant péri pendant la Libération. La messe du 1er décembre 2019 (correspondant alors au premier dimanche de l'Avent) fut retransmise, en direct, dans le cadre de l'émission Le Jour du Seigneur sur proposition des Fraternités dominicaines.Sa communauté actuelle et celle de l'église Saint-Martin forme la paroisse de Nieppe dont Luc Lesage est, à la fois, le curé depuis 2016 mais aussi le responsable du doyenné Lys et Deûle.

## Description
L'église, de style néo-roman aux briques rouges, s'est vue doter d'une appréciable rosace, d'un clocheton et d'une petite mosaïque au tympan. Quant au chœur, son mobilier date de la fin du XIXe siècle et d'un retable représentant la dormition de la sainte Vierge (acquis en 1900). Le vocable de l'église fut emprunté à celui d'une ancienne chapelle ayant été détruite pendant la Révolution française; ce vocable, Notre-Dame-de-Bon-Secours, était donné aux églises et chapelles proches de la Lys.
En 2020 est prévue une proche réception de l'orgue de la chapelle de l'Université catholique de Lille, un Merklin, auparavant sis jusqu'en 1953 en le couvent des bernardines d'Audregnies.

## Articles connexes

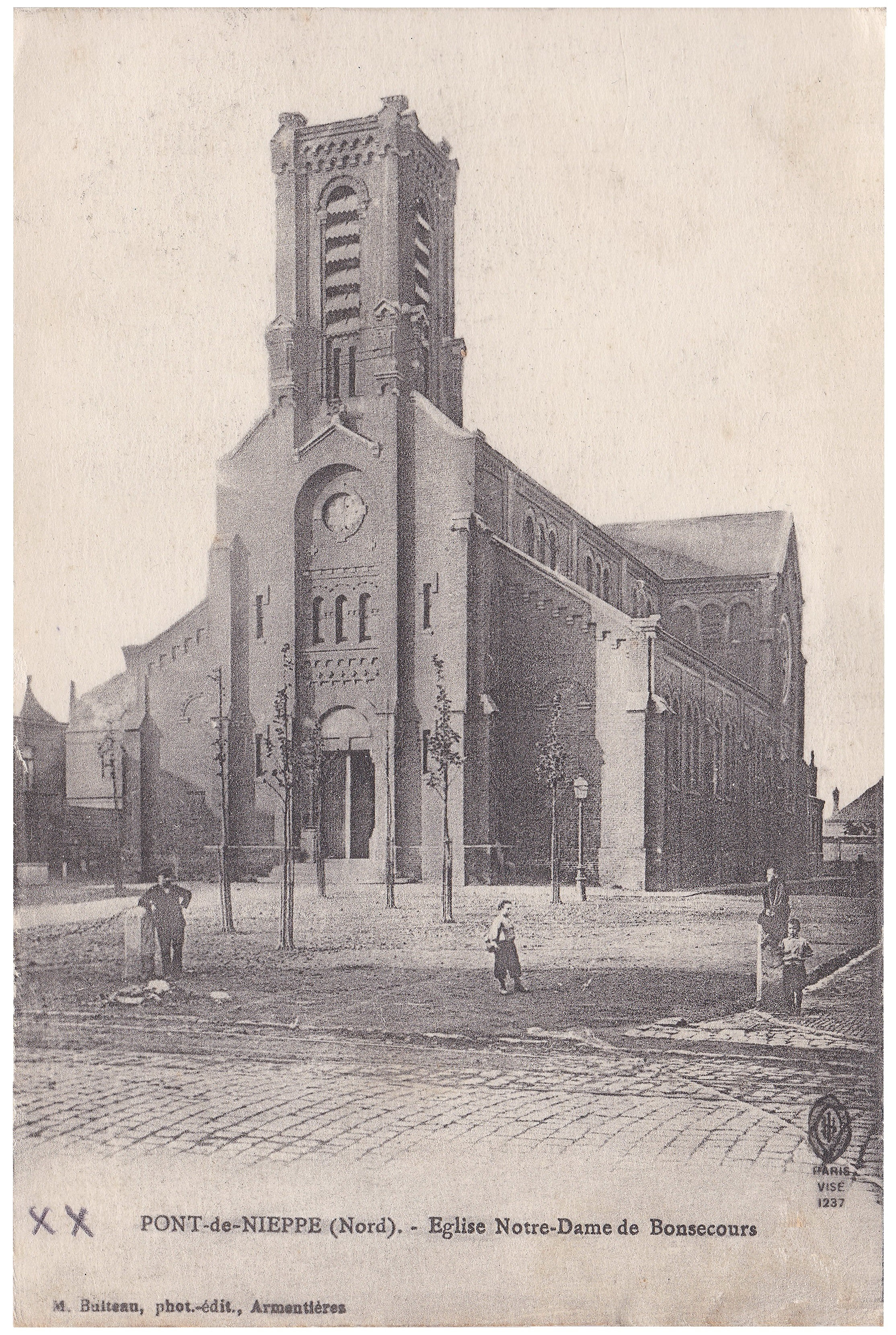
L'église N.D de Bon secours avant la 1ère G.M
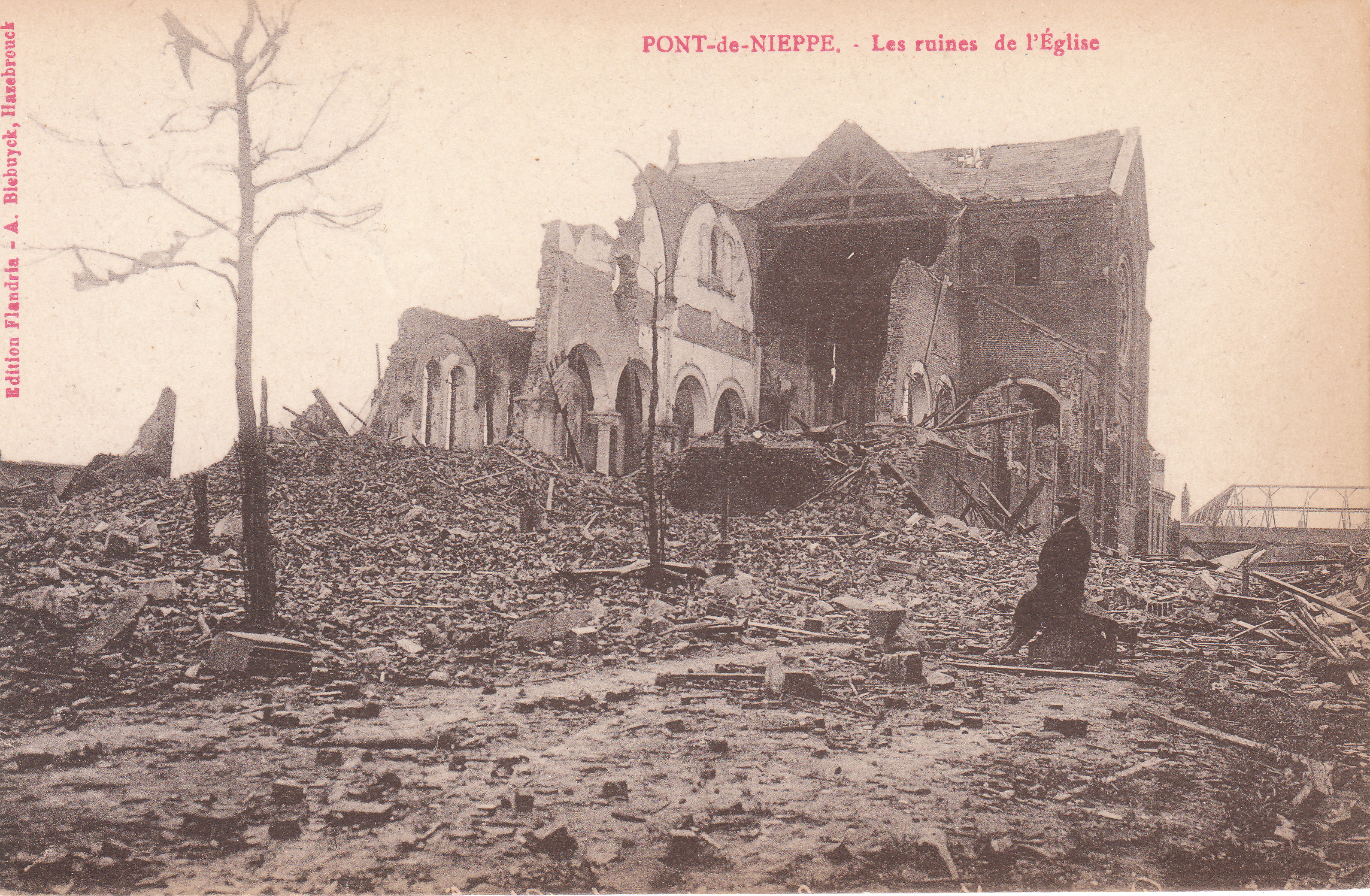
Ruine de l'église Notre Dame de Bon Secours au Pont de Nieppe après la 1ère G.M